# Golnice

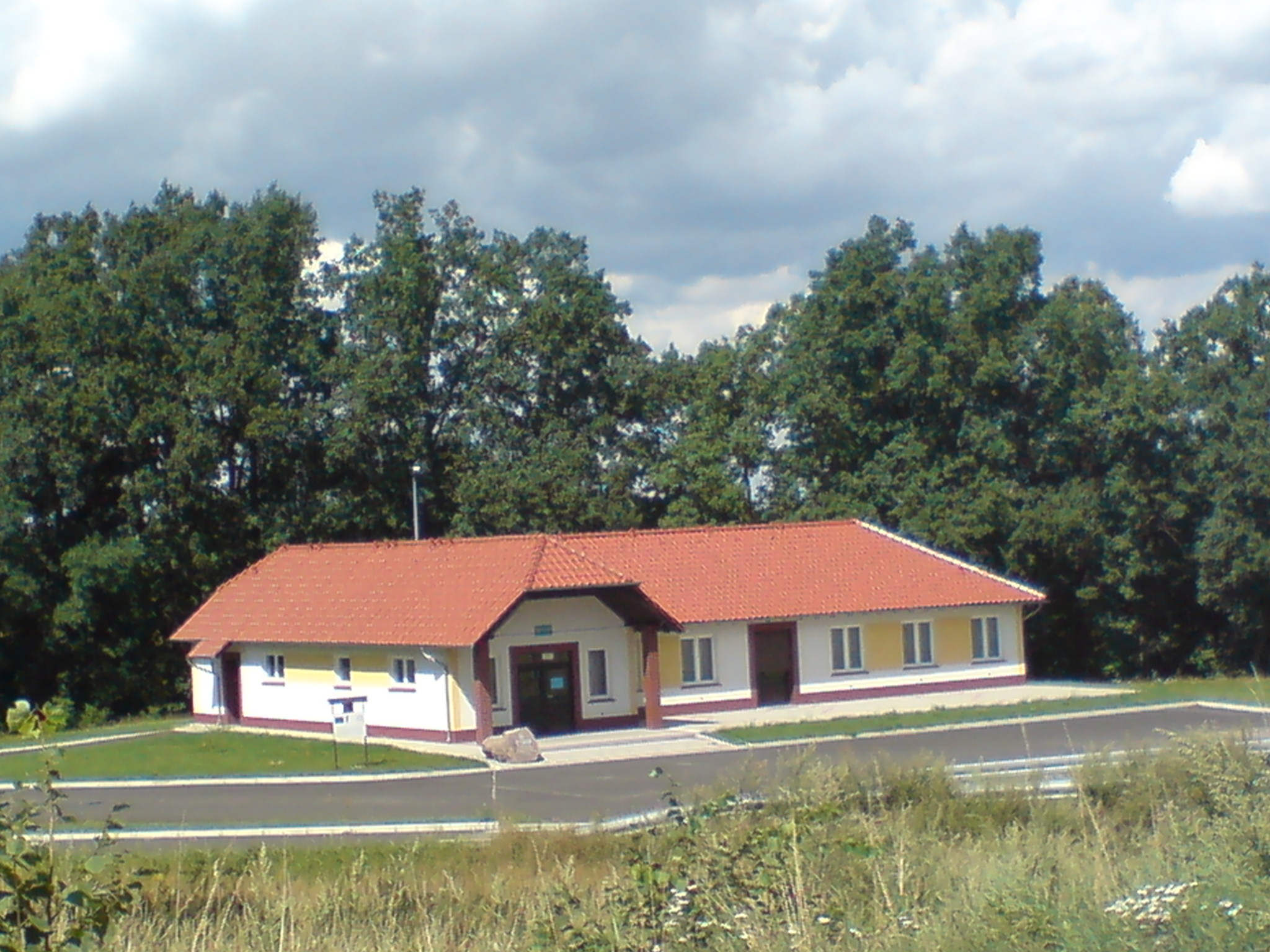
Hus i Golnice

Golnice (tyska: Groß Gollnisch) är en by i sydvästra Polen. Motorvägen E36 går förbi Golnice vilket innebär att trafiken mellan Berlin och Krakow passerar samhället.